# Sociedad Geológica de Estados Unidos

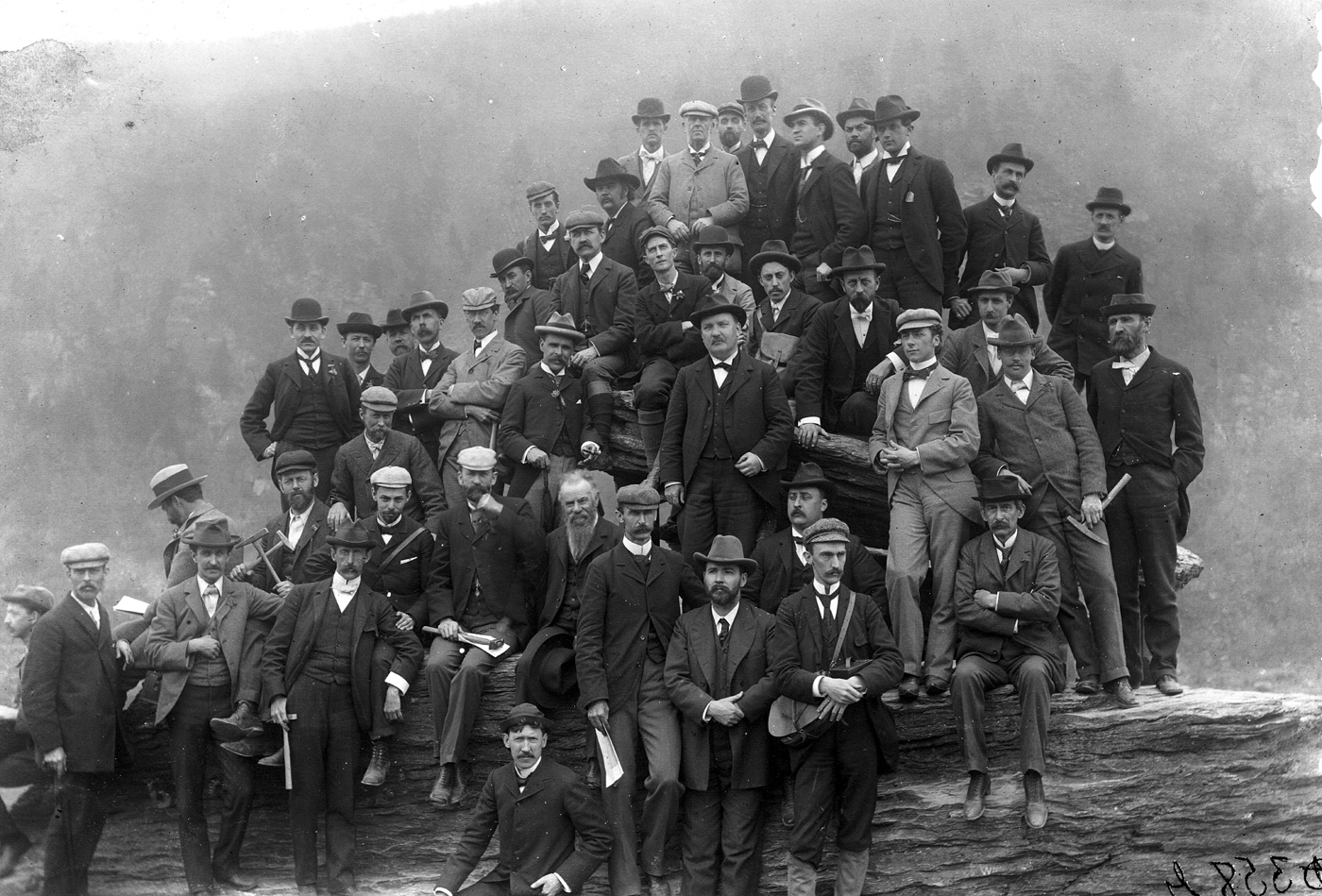
Excursión geológica de campo a Harpers Ferry, West Virginia, 30 de abril de 1897, después de las Conferencias conmemorativas en memoria de George Huntington Williams, pronunciadas por Sir Archibald Geikie en la Universidad Johns Hopkins. La foto fue tomada por Joseph S. Diller en Jefferson Rock, Harpers Ferry. Las personas en la foto incluyen a (comenzando en la parte superior): Cleophas C. O'Harra, Sir Archibald Geikie, Frederick H. Newell, Henry B. Kümmel, George Burbank Shattuck, Rollin D. Salisbury, Arthur Clifford Veatch, Louis Marcus Prindle, Harry F. Reid, Charles R. Van Hise, Cleveland Abbe, Jr., George Willis Stose, Thomas Leonard Watson, Edward Vincent D'Invilliers, Clarence Wilbur Dorsey, Frederick J.H. Merrill, Louis A. Bauer, Arthur Coe Spencer, William J. McGee, William B. Clark, Rufus Mather Bagg, Frank Hall Knowlton, Robert T. Hill, Heinrich Ries, Frank D. Adams, Arthur P. Coleman, Timothy William Stanton, Oliver L. Fassig, Samuel F. Emmons, George F. Becker, Albert Berthold Hoen, George O. Smith, James F. Kemp, Bailey Willis, David White, Edward Bennett Mathews, Charles D. Walcott, John W. Powell, Joseph Stanley-Brown, Joseph Austin Holmes, Charles Willard Hayes, Leonidas Chalmers Glenn, Henry S. Williams.

La Sociedad Geológica de Estados Unidos (nombre original en inglés: Geological Society of America; GSA) a veces traducida como Sociedad Geológica de América, es una organización sin ánimo de lucro dedicada al avance de las ciencias de la Tierra.

## Historia
La sociedad fue fundada en Ithaca (Nueva York), en 1888 por Alexander Winchell, John J. Stevenson, Charles H. Hitchcock, John R. Procter y Edward Orton. y tiene su sede en 3300 Penrose Place, Boulder (Colorado), EE. UU., desde 1967.
Comenzó con 100 miembros bajo su primer presidente, James Hall. Durante los siguientes 43 años creció lenta pero constantemente a 600 miembros hasta 1931, cuando una dotación de casi 4 millones de dólares del presidente de 1930 R. A. F. Penrose Jr. impulsó su crecimiento. A diciembre de 2017, la sociedad contaba con más de 25.000 miembros en más de 100 países.
Posee seis secciones regionales en América del Norte, tres grupos de interés interdisciplinares y dieciocho divisiones de especialidades.

## Actividades
La misión declarada de la Sociedad Geológica de Estados Unidos es "avanzar en la investigación y los descubrimientos en las geociencias, servicio a la sociedad, administración de la Tierra y el ejercicio de la profesión de las geociencias". Sus actividades principales son patrocinar reuniones científicas y publicar literatura científica, particularmente las revistas contrastadas mediante revisión por pares: el Geological Society of America Bulletin (comúnmente llamado Boletín de la SGA, que hasta 1960 se llamó Boletín de la Sociedad Geológica de América), publicado continuamente desde 1889; y Geology, publicada desde 1973.
En 2005, la Sociedad presentó su publicación Geosphere, y en febrero de 2009, comenzó a publicar Lithosphere (ambas también revisadas por pares). Tanto Geosphere como Lithosphere son de acceso abierto a partir de 2018. La revista mensual de noticias y de ciencia de la sociedad GSA Today, es de acceso abierto en línea. También publica dos series de libros, guías de campo y mapas y tablas. Una tercera actividad importante es otorgar becas de investigación a estudiantes graduados.

## Reuniones anuales
Las reuniones recientes incluyen:
- 2017 Seattle, 22-25 de octubre
- 2016 Denver, 25-28 de septiembre
- 2015 Baltimore, 1-4 de noviembre
- 2014 Vancouver, Canadá: 19-22 de octubre

Las reuniones anuales consisten en presentaciones orales y gráficas sobre geociencia, junto con excursiones, cursos cortos y otras actividades. El Salón de Exhibiciones incluye puestos para compañías, escuelas de postgrado, otras organizaciones de geociencia y proveedores de bienes y servicios.

## Declaraciones
La Sociedad Geológica de Estados Unidos emite Declaraciones "en apoyo y en consonancia con la Visión y Misión de la Sociedad para desarrollar consensos sobre importantes asuntos profesionales, técnicos y sociales de relevancia para la comunidad de las geociencias. Estas Declaraciones, desarrolladas y adoptadas a través de un proceso bien definido, brindan la base para las declaraciones hechas en nombre de la Sociedad ante organismos y agencias gubernamentales, y son comunicadas a los medios y al público en general".
Por ejemplo, en 2006, la Sociedad adoptó una Declaración relativa a su postura sobre Cambio climático global:
La Sociedad Geológica de Estados Unidos (SGA) apoya las conclusiones científicas de que el clima de la Tierra está cambiando; los cambios climáticos se deben en parte a las actividades humanas; y las consecuencias probables de los cambios climáticos serán significativas e independientes de los límites geopolíticos. Además, las implicaciones potenciales del cambio climático global y la escala de tiempo sobre la que probablemente ocurrirán dichos cambios requieren una planificación activa, efectiva y a largo plazo.
Las predicciones actuales de las consecuencias del cambio climático global incluyen: (1) Subida del nivel del mar, (2) Alteraciones globales y regionales del clima, con un significativo impacto en la escasez de agua, (3) Calentamiento global fundamental, (4) Derretimiento del hielo de los Polos y (5) Cambios importantes en la distribución de especies vegetales y animales. Si bien la magnitud y la tasa precisas del cambio climático no pueden predecirse con absoluta certeza, un cambio significativo afectará al planeta y a sus habitantes.

## Presidentes anteriores
Expresidentes de la Sociedad Geológica de Estados Unidos:
- James Hall, 1889
- James Dwight Dana, 1890
- Alexander Winchell, 1891
- Grove Karl "G.K." Gilbert, 1892
- J. William Dawson, 1893
- Thomas C. Chamberlin, 1894
- Nathanial S. Shaler, 1895
- Joseph Le Conte, 1896
- Edward Orton, Sr., 1897
- J.J. Stevenson, 1898
- Benjamin K. Emerson, 1899
- George Mercer Dawson, 1900
- Charles D. Walcott, 1901
- N.H. Winchell, 1902
- Samuel F. Emmons, 1903
- John Casper Branner, 1904
- Raphael Pumpelly, 1905
- Israel Cook Russell, 1906
- C.R. Van Hise, 1907
- Samuel Calvin, 1908
- Grove Karl Gilbert (2º término), 1909
- Arnold Hague, 1910
- William M. Davis, 1911
- H.L. Fairchild, 1912
- Eugene A. Smith, 1913
- George F. Becker, 1914
- Arthur P. Coleman, 1915
- John M. Clarke, 1916
- Frank D. Adams, 1917
- Whitman Cross, 1918
- J.C. Merriam, 1919
- Israel C. White, 1920
- James F. Kemp, 1921
- Charles Schuchert, 1922
- David White, 1923
- Waldemar Lindgren, 1924
- William B. Scott, 1925
- Andrew Cowper Lawson, 1926
- Arthur Keith, 1927
- Bailey Willis, 1928
- Heinrich Ries, 1929
- R.A.F. Penrose Jr., 1930
- Alfred C. Lane, 1931
- Reginald Aldworth Daly, 1932
- C.K. Leith, 1933
- W.H. Collins, 1934
- Nevin M. Fenneman, 1935
- W.C. Mendenhall, 1936
- Charles Palache, 1937
- Arthur Louis Day, 1938
- T. Wayland Vaughn, 1939
- Eliot Blackwelder, 1940
- Charles P. Berkey, 1941
- Douglas W. Johnson, 1942
- E.L. Bruce, 1943
- Adolph Knopf, 1944
- Eward W. Berry, 1945
- Norman L. Bowen, 1946
- A.I. Levorsen, 1947
- James Gilluly, 1948
- Chester R. Longwell, 1949
- William Walden Rubey, 1950
- Chester Stock, 1951
- Thomas S. Lovering, 1952
- Wendell P. Woodring, 1953
- Ernst Cloos, 1954
- Walter H. Bucher, 1955
- George S. Hume, 1956
- Richard J. Russell, 1957
- Raymond Cecil Moore, 1958
- Marland P. Billings, 1959
- Hollis D. Hedberg, 1960
- Thomas B. Nolan, 1961
- M. King Hubbert 1962
- Harry Hammond Hess 1963
- Francis Birch 1964
- Wilmot H. Bradley 1965
- Robert Ferguson Legget 1966
- Konrad B. Krauskopf 1967
- Ian Campbell, 1968
- Morgan J. Davis, 1969
- John Rodgers, 1970
- Richard H. Jahns, 1971
- Luna Leopold, 1972
- John C. Maxwell, 1973
- Clarence R. Allen, 1974
- Julian R. Goldsmith, 1975
- Robert E. Folinsbee, 1976
- Charles D. Drake, 1977
- Peter T. Flawn, 1978
- Leon T. Silver, 1979
- Laurence L. Sloss, 1980
- Howard R. Gould, 1981
- Digby J. McLaren, 1982
- Paul A. Bailly, 1983
- M. Gordon Wolman, 1984
- Brian J. Skinner, 1985
- W. Gary Ernst, 1986
- Jack E. Oliver, 1987
- Albert W. Bally, 1988
- Randolph Bromery, 1989
- Raymond A. Price, 1990
- Doris Malkin Curtis, 1991
- E-An Zen, 1992
- Robert D. Hatcher, 1993
- William R. Dickinson, 1994
- David A. Stephenson, 1995
- Eldridge M. Moores, 1996
- George A. Thompson, 1997
- Victor R. Baker, 1998
- Gail M. Ashley, 1999
- Mary Lou Zoback, 2000
- Sharon Mosher, 2001
- Anthony J. Naldrett, 2002
- B. Clark Burchfiel, 2003
- Rob Van der Voo, 2004
- William A. Thomas, 2005
- Stephen G. Wells, 2006
- John M. "Jack" Sharp, Jr., 2007
- Judith Totman Parrish, 2008
- Jean M. Bahr, 2009
- Joaquín Ruiz, 2010
- John Geissman, 2011
- George H. Davis, 2012
- Suzanne Mahlburg Kay, 2013
- Harry "Hap" McSween, 2014
- Jonathan G. Price, 2015
- Claudia I. Mora, 2016